# Långtjärnen (Norrfjärdens socken, Norrbotten)
Långtjärnen är en sjö i Piteå kommun i Norrbotten och ingår i Alterälvens huvudavrinningsområde. Sjön har en area på 0,0589 kvadratkilometer och ligger 70,1 meter över havet.

## Delavrinningsområde
Långtjärnen ingår i det delavrinningsområde (727473-175991) som SMHI kallar för Utloppet av Pålmarksträsket. Medelhöjden är 47 meter över havet och ytan är 12,78 kvadratkilometer. Räknas de 31 avrinningsområdena uppströms in blir den ackumulerade arean 420,49 kvadratkilometer. Avrinningsområdets utflöde Alterälven mynnar i havet. Avrinningsområdet består mestadels av skog (69 procent) och jordbruk (13 procent). Avrinningsområdet har 0,64 kvadratkilometer vattenytor vilket ger det en sjöprocent på 5 procent.